# 望湖中路
望湖中路，安徽省合肥市包河区的一条城市支路，因居于望湖城正中而得名。道路东起包河大道，西至庐州大道。沿路有安徽建工技师学院、合肥市第四十八中学望湖校区、合肥市望湖小学、望湖公园、合肥市包河区图书馆等。

## 轨道交通
- █ 1号线：望湖城站